# Amtrak Cascades
De Amtrak Cascades is een treindienst in de Verenigde Staten van Amerika en Canada. De treindienst is vernoemd naar de Cascade een bergketen in het noordwesten van de VS. De reisweg die de treindienst volgt loopt ongeveer parallel aan de deze bergketen van waar het haar naam krijgt. 
Amtrak Cascades maakt deel uit van het netwerk van Amtrak maar is toch sterk verschillend van andere treindiensten. De treindienst wordt bijvoorbeeld apart gepromoot van andere diensten van Amtrak. Verder heeft Cascades naast een eigen website ook een geheel eigen huisstijl. De treinen zijn niet zilver, blauw en rood maar groen met wit en bruin. 
De treindienst maakt ook gebruik van een uniek materieel. Iedere trein bestaat uit een EMD F59PHI locomotief (sinds november 2017 een Siemens Charger) en rijtuigen van de Spaanse spoorwegfabrikant Talgo. 